# Graduated Fool
Graduated Fool – czwarty album Anouk wydany 22 listopada 2002 roku.

## Lista utworów
1. „Too Long”
2. „Everything”
3. „Hail”
4. „Who Cares”
5. „Graduated Fool”
6. „Stop Thinking”
7. „No Time To Waste”
8. „Searching”
9. „Margarita Chum”
10. „I Live For You”
11. „Bigger Side”